# Исхак-бей
Исхак-бей — османский военачальник и администратор, второй санджакбей Боснии (Ускюба) (1420—1439). Исхак-бей и его брат, предводитель акынджи Турахан-бей, являлись крупными уджбеями в Румелии. Исхак-бей принимал активное участие в покорении славянских народов на Балканах. Его сын основал города Сараево и Нови-Пазар.

## Биография

### Происхождение
На данный момент основная версия происхождения Исхака-бея состоит в том, что он являлся родным сыном Паши Йигит-бея. В пользу этой версии свидетельствуют арабская надпись на построенной Исхаком-беем в Скопье мечети, а также сообщение Ашикпашазаде, лично знавшего Исхака. Несмотря на эти доводы, существуют альтернативные версии его происхождения. В том числе есть и версии, гласящие, что Исках-бей происходил из знатной славянской семьи. В качестве славянских корней Исхака-бея называют:
- Род Павловичей[1]; эта версия гласит, что Исхак Хранич/Хранушич (Hranić/Hranušić ) был захвачен во время рейда акынджи в поместьях Павловичей. Павловичи владели большой частью восточной Боснии, в том числе жупой Вхрбосна, где впоследствии сын Исхака-бея основал город Сараево[3]. Земли Павловичей в итоге в 1466 году оказались во владении сына Исхака-бея, Мехмед-бея[3].
- Семья Косача; согласно этой версии, Исхак был братом Степана Вукчича Косача, который послал его султану в качестве заложника[3].

Павловичи и Косача состояли в родстве: мать последних Павловичей была сестрой Степана Вукчича Косача. В «славянских» версиях происхождения Паши Йигит-бей является приёмным отцом Исхака-бея.
- Тайип Гёкбильгин, турецкий историк, в своём сборнике Edirne ve Paşa Livası XV. ve XVI Asırlarda / Vakıflar — Mülkler — Mukataalar поместил два документа от 1453 и 1461 годов, в которых отцом Исхака-бея указан некий Коч Хюсейн-бей, но эта версия вызывает сомнения[1].

### Карьера
В 1420 году Исхак-бей получил титул санджакбея Боснии (Скопье-Ускюба), заняв место отца. Османские источники сообщали, что в 1424 году Мурад II назначил его удж-беем, поручив приграничные земли в Сербии. Сохранился документ от 1426 года, что венецианцы заплатили ему 200 дукатов за охрану Шкодера. Этот факт доказывает, что Исхак-бей был силой, с которой считались.
Базируясь в Скопье, Исхак-бей контролировал Боснию, Албанию, Хорватию и Сербию. Согласно хронике Орудж-бея, после смерти сербского деспота Стефана 19 июля 1427 года Исхак-бей участвовал в захвате Крепости Гюверчинлик Мурадом II.
Во время осады Салоник, продолжавшейся 8 лет, с целью отвлечения османских сил от Фессалоник венецианцы склонили Гьона Кастриоти поднять в 1428 году восстание против османов. После того, как в апреле 1430 года изнурённые и обезлюдевшие Фессалоники сдались, турецкая армия под командованием Исхак-бея подавила восстание, значительная часть владений Кастриоти перешла к османам. Исхак-бей оставил гарнизоны в двух замках Кастриоти, а остальные крепости разрушил. Силы Исхака-бея, акынджи его брата, Турхан-беея, и армия Румелии под руководством бейлербея Синан-паши соединились в Сере в 1432 году и возглавляемые Мурадом участвовали в подавлении мятежа в Албании.
Исхак-бей сыграл ключевую роль в налаживании отношений между сербским деспотом Георгием Бранковичем и Мурадом. После того, как Георгий признал верховенство Османской империи, его дочь в сопровождении Исхака-бея была отправлена в гарем султана. Согласно Орудж-бею, после смерти венгерского короля Сигизмунда в 1437 году Исхак-бей вместе с Турхан-беем и Эвренос-беем участвовал в трёхмесячной кампании Мурада в Венгрии. Летом 1438 года Исхак-бей совершил хадж. В 1439 году после осады пала столица Сербии, Смедерево, и Исхак-бей был направлен в Смедерево беем после возвращения из поездки в Мекку . Он принял участие в военной кампании против Сербской деспотии. 6 августа 1439 года в бою под Ново-Брдо, новой столицей Сербии, османская армия под командованием Исхак-бея и бейлербея Румелии Шехабеддин-паши разгромила сербское войско.

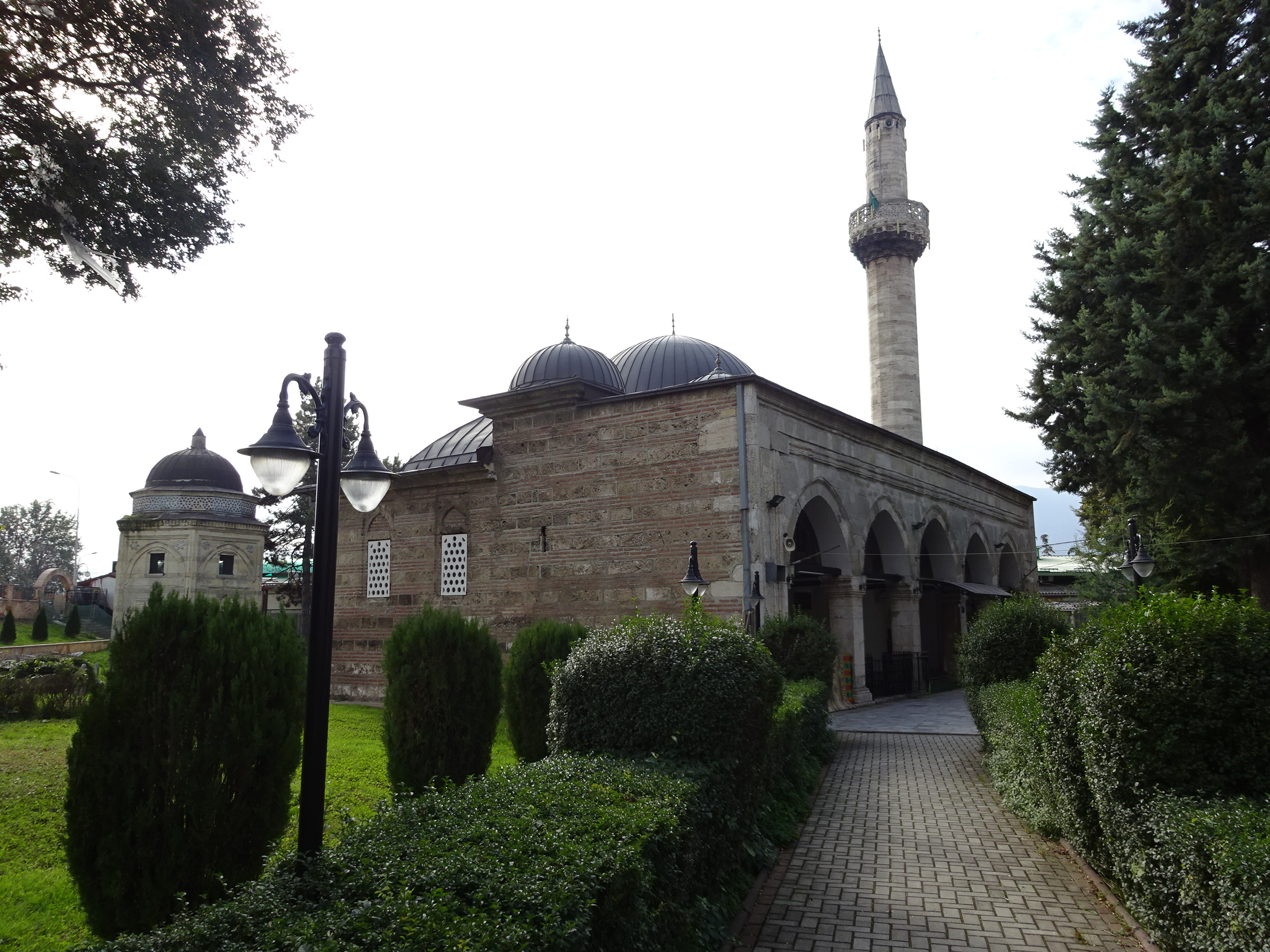
Мечеть Исхака-бея в Скопье, 1438

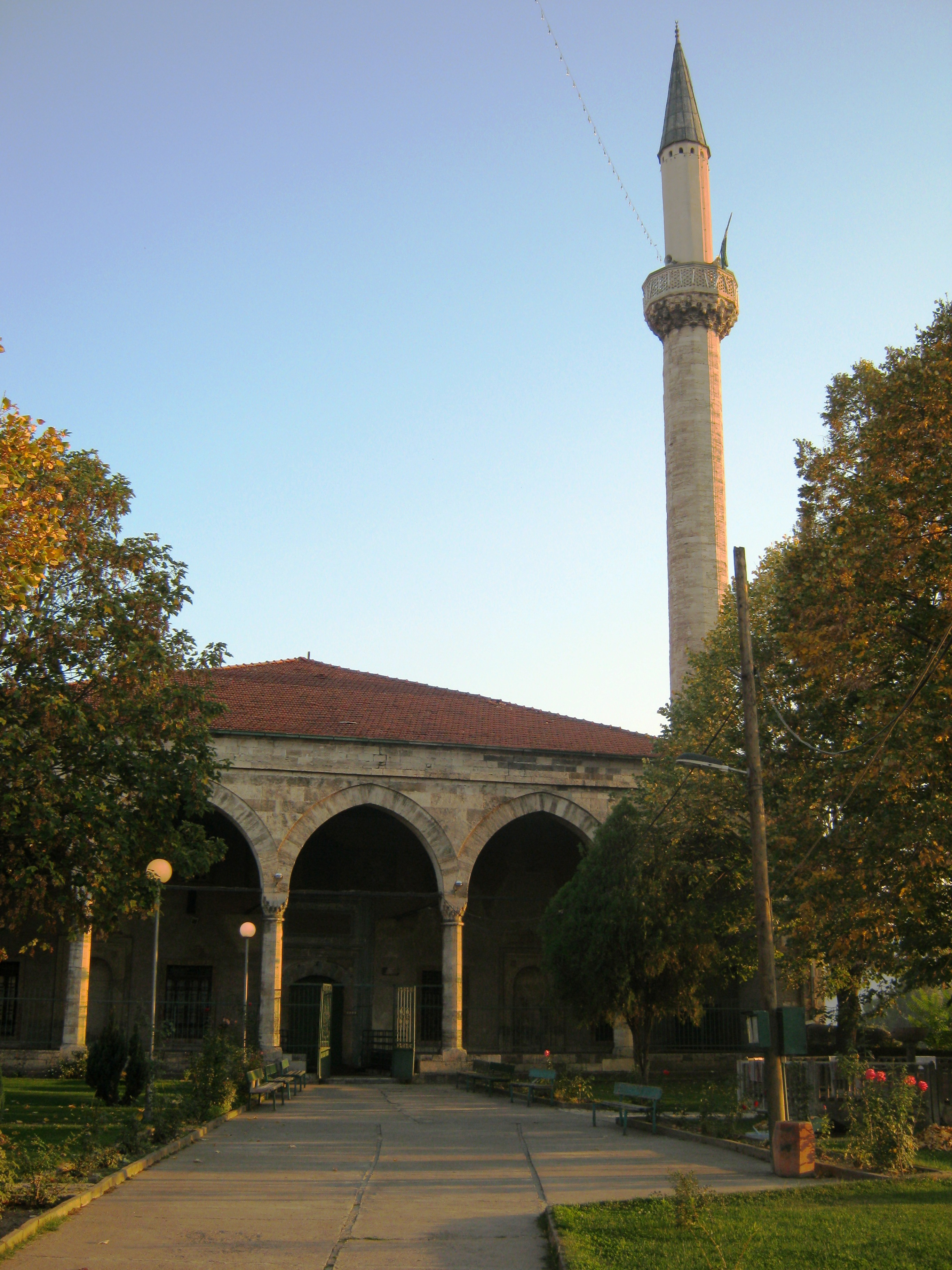
Мечеть султана Мурада II в Скопье, 1436 год

В 1443—1444 году поход Янош Хуняди предпринял поход с целью освобождения от османов Сербских земель и защиты тем самым границ Венгрии. В ноябре 1443 года Исхак-бей был одним из османских командиров в битве под Нишем, где османы потерпели поражение.
В Османских источниках Исхак-бей упоминается как умерший до битвы при Варне в ноябре 1444 года. Исходя из того, что его сын, Иса-бей Исакович, 12 июня 1444 года упоминается в документах как санджакбей Боснии, считается, что он умер раньше, весной 1444 года. Так же принято считать, что неизвестное захоронение в рядом с мечетью принадлежит Исхак-бею.

### Семья
- Брат — Турахан-бей, знаменитый предводитель акынджи[1][5].
- Сын — Иса-бей Исакович, санджакбей Боснии (1454—1463), основатель Сараево[1][5].
- Сын — Дели-паша (Паша-бей), захвачен в плен сербами около 1436 года[1][5].
- Внук — Гази Мехмед-бей Исакович, санджакбей Боснии (1484—1485)[1][5].

Семья Кумбараджичей, к которой принадлежит историк искусства Лидия Кумбараджич, яведет свой род от Исы-бея. На старом базаре в Скопье сохранилась надпись, что беи Кумбараджичи, потомки Исы-бея, восстановили здание.

## Личность и наследие
Исхак-бей был одним из самых могущественных уджбеев в османской истории. Он стал легендарной личностью, популярным героем менакибов (житийной литературы). 
Исхак-бей сыграл важную роль в превращении Скопье в османский город. При нём были построены две мечети: Мечеть султана Мурада II в 1436 году, Мечеть Исхака-бея в 1438 году. Помимо этого были построены гостиница Сулу-хан (сейчас в её здании размещается Факультет художественных искусств Университета Святых Кирилла и Мефодия в Скопье), двойной хамам, медресе. Налоговые записи вакуфа от февраля 1445 года показывают, что ещё были Старая и Новая гостиницы (Ешки хан и Йени хан) и много магазинов.